# Pipiza fasciata
Pipiza fasciata är en tvåvingeart som beskrevs av Johann Wilhelm Meigen 1822. Pipiza fasciata ingår i släktet gallblomflugor, och familjen blomflugor.
Artens utbredningsområde är Österrike. Inga underarter finns listade i Catalogue of Life.